# Кайдзен
Кайдзе́н (англ. kaizen; яп. 改善, не плутати 善 (зен – добро) і 禅 (дзен – споглядання).) (японський термін «безперервне вдосконалення», «поліпшення» або «зміна на краще») — японська філософія або практика, яка фокусується на безперервному вдосконаленні процесів виробництва, розробки, допоміжних бізнес-процесів і управління, а також всіх аспектів життя організації.
У філософії кайдзен організації безперервно покращують усі функції бізнесу, до чого залучені всі працівники — від директора до звичайного робітника. Покращуючи стандартизовані дії та процеси, кайдзен має на меті усунути всі втрати (див. Ощадливе виробництво).

## Історія
Вперше філософія кайдзен була застосована в ряді японських компаній (включаючи Toyota) в період відновлення після Другої світової війни, і відтоді поширилася по всьому світу. Термін «кайдзен» став широко відомий завдяки однойменній книзі Масаакі Імаі.
Починаючи з 1986 року, коли було видано книгу «Kaizen: The Key to Japan's Competitive Success», термін кайдзен був прийнятий як позначення однієї з ключових концепцій менеджменту. У 1993 році він увійшов до нового видання New Shorter Oxford English Dictionary, який визначає кайдзен як безперервне вдосконалення методів роботи, особистої ефективності й т. д., тобто як філософію бізнесу. Таким чином, термін нарешті отримав визнання в англійській мові.
У японській мові слово «кайдзен» означає «безперервне вдосконалення». Виходячи з цієї стратегії, в процес вдосконалення залучаються всі — від менеджерів до робітників, причому її реалізація потребує відносно невеликих матеріальних витрат. Філософія кайдзен припускає, що наше життя в цілому (трудове, суспільне і приватне) повинно бути орієнтоване на постійне поліпшення.

## Концепція кайдзен
Концепція кайдзен охоплює ширше поняття ніж якість або продуктивність.
Поняття кайдзен включає наступні елементи товарного виробництва:
- орієнтація на споживача;
- тотальний контроль якості (TQC);
- роботизація;
- кружки якості;
- система новаторських пропозицій;
- автономізація;
- дисципліна на робочому місці;
- тотальне забезпечення продуктивності (TPM);
- система КАНБАН;
- покращення якості;
- система «точно до часу»;
- нуль дефектів;
- діяльність малих груп;
- співробітництво праці та капіталу;
- підвищення продуктивності;
- створення нових продуктів.

## Ключові компоненти кайдзен
- Постійне та акцентоване скорочення всіх видів втрат, спрямоване на безперервне підвищення ефективності роботи і скорочення витрат.
- Раціональна організація робочих місць за допомогою системи 5S, що дозволяє досягти максимально можливого порядку, ефективності і продуктивності.
- Контроль якості в масштабі всієї компанії, причому поняття якості включає не лише якість продукції, а ширше поняття якості самої роботи.
- Стандартизація — діяльність по стабілізації і підтримці досягнутих результатів покращення шляхом навчання і дисципліни, забезпеченню стабільно високих результатів роботи.

## Підтримка системи безперервних поліпшень
Реалізація стратегії кайдзен у межах підприємства підтримується за допомогою неухильного дотримання принципів підтримки системи безперервних поліпшень:
- Робота в команді, підтримка учасників процесу і взаємодопомога у розв'язанні проблем
- Особиста дисципліна і прихильність ініціативам змін в компанії, донесення корпоративних цінностей до співробітників на власному прикладі
- Творчий підхід, зацікавленість в покращенні наявного процесу й результатів роботи
- Участь співробітників в роботі малих груп, що займаються покращеннями в тих структурних підрозділах, де вони працюють
- Вибудовування системи подачі пропозицій і стимулювання участі всіх працівників у цьому процесі. Першочергове завдання системи пропозицій — викликати у співробітників інтерес до постійного поліпшення роботи, заохочуючи їх до подачі великої кількості ідей, незалежно від економічного ефекту окремих пропозицій.